# Nous venons en amis
Pour plus de détails, voir Fiche technique et Distribution.
Nous venons en amis (We Come as Friends) est un documentaire austro-français écrit, réalisé et produit par Hubert Sauper et sorti en 2014.

## Synopsis
Sous couvert d'amitié et de développement, les "investisseurs" affluent au Soudan et arrosent des chefs d'état corrompus pour profiter des terres, entrainant la population dans les guerres et la misère. Plongée au cœur du conflit entre la Chine et les États-Unis.

## Fiche technique
- Titre original : We Come as Friends
- Titre français : Nous venons en amis
- Réalisation : Hubert Sauper
- Scénario : Hubert Sauper
- Photographie : Hubert Sauper, Barney Broomfield, Xavier Liébard
- Montage : Denise Vindevogel
- Musique : Slim Twig
- Pays d'origine :  Autriche,  France
- Langue originale : anglais
- Format : couleur
- Genre : documentaire
- Durée : 110 minutes
- Dates de sortie :
  - États-Unis : 18 janvier 2014 (Festival du film de Sundance )
  - Allemagne : 8 février 2014 (Berlin International Film Festival)